# Ralf Schmidt
Pour les articles homonymes, voir Schmidt.
Ralf Schmidt (né le 6 août 1966 à Bonn) est un ancien coureur cycliste est-allemand puis allemand, professionnel pendant deux ans en 1996 et en 1997.

## Palmarès
- 1986
  - 12e étape du Tour de Cuba
- 1987
  - 3e étape du Tour de Grèce
  - 2e étape du Tour de RDA
- 1988
  - Prologue et 14e étape du Tour de Cuba
  - 7e étape du Tour de RDA
- 1990
  - Tour de l'Oder
- 1992
  -  Champion d'Allemagne du contre-la-montre par équipes amateurs
  - 1re et 3e étapes de la Commonwealth Bank Classic
- 1993
  - Tour de Hesse
  - 3e étape du Tour d'Autriche
  - Berliner Etappenfahrt
  - Tour de Thuringe
  - Prologue du Tour de Taïwan
  - 4e étape de la Commonwealth Bank Classic
- 1994
  - Tour de Taïwan
  - 3e du championnat d'Allemagne du contre-la-montre par équipes amateurs
  - 3e du championnat d'Allemagne sur route amateurs
  - 3e du Tour de Basse-Saxe
- 1995
  - 3e étape du Cinturón a Mallorca
- 1997
  - 6e étape du Tour de Taïwan